# 와키정
와키정(일본어: 和木町)은 일본 야마구치현 최동단에 있는 구가군의 유일한 정이다.

## 지리
야마구치현과 히로시마현의 현 경계인 오제강의 우안 하구부에 위치하고 있다. 남쪽은 이와쿠니시에 둘러싸여 있고 북쪽은 현 경계인 오제강을 사이에 두고 히로시마현 오타케시와 접한다.
와키정 동부(와키 지구)에는 정사무소를 비롯한 주요 공공 시설과 교통-산업 시설 대부분이 모여 있는 간척지와 매립지를 포함한 저지대가 존재한다. 다른 지역(세타 지구, 세키가하마 지구)은 산지가 대부분을 차지하며, 오세가와강 지류에 오래된 취락이 형성되어 있다.

## 역사
- 1899년 4월 1일 - 오제가와촌이 폐지되면서 오제촌과 와키촌으로 분할되었다.
- 1973년 4월 1일 - 정으로 승격하였다.

## 인구
최근 감소 추세에 있는 인구 대책으로 추정되는 마을 내 주택 건설에 대한 건설 보조금 지급, 차입금에 대한 이자 지원 등 정주 인구 증가 시책이 시행되고 있다.

## 산업
풍족한 입지 환경을 살린 중화학 공업이 주요 산업으로 세토우치 공업지역의 일각을 차지한다.

## 교통

### 철도
- 서일본 여객철도 산요 본선

### 도로
- 국도 2호선